# ゲロノイ

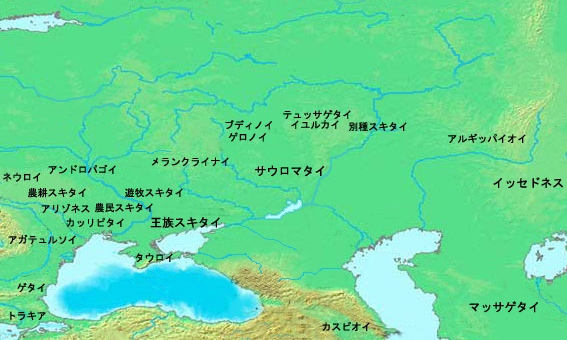
紀元前6世紀の諸民族とブディノイ人の位置。

ゲロノイ（ギリシャ語：Γελωνῶν）は、古代ギリシャ時代の歴史に記されたヨーロッパ・ロシア地方のギリシア系農耕民族。現在のロシア連邦・沿ヴォルガ連邦管区あたりにいたと思われる。

## 歴史

### 起源
古代ギリシャの歴史家ヘロドトスは『ヒストリアイ（歴史）』において次の伝説を挙げている。
| 「 | ヘラクレスは自分の弓の一張りを引いて見せ、また帯の締め方を示した後、弓と結び目の端に金の盃のついた帯とを与えて去った。一方、妻である蛇女（エキドナ）は自分の産んだ子供たちが成人した時、長子にはアガテュルソス、次子にゲロノス、末子にはスキュテスと名付け、ヘラクレスの命を忘れず、言い付かった通りにした。そして、アガテュルソスとゲロノスの2子は課せられた試練を果たすことができず、生みの母に追われて国を去り、末子のスキュテスが試練を果たしたのでこの国に留まった。＜ヘロドトス『歴史』巻4-10＞ | 」 |

この国を追われたゲロノスこそがゲロノイの始祖であるとされる。しかし、ゲロノイはもともとギリシア人なので（後述）、これはあくまで伝説である。

### ダレイオス1世のスキタイ征伐
アケメネス朝のダレイオス1世（在位：前522年 - 前486年）はボスポラス海峡を渡ってトラキア人を征服すると、続いて北のスキタイを征服するべく、イストロス河を渡った。これを聞いたスキタイは周辺の諸民族を糾合してダレイオスに当たるべきだと考え、周辺諸族に使者を送ったが、すでにタウロイ，アガテュルソイ，ネウロイ，アンドロパゴイ，メランクライノイ，ゲロノイ，ブディノイ，サウロマタイの諸族の王は会合し、対策を練っていた。スキタイの使者は「諸族が一致団結してペルシアに当たるため、スキタイに協力してほしい」と要請した。しかし、諸族の意見は二手に分かれ、スキタイに賛同したのはゲロノイ王，ブディノイ王，サウロマタイ王のみであり、アガテュルソイらその他の諸族は「スキタイの言うことは信用できない」とし、協力を断った。
この戦いでゲロノイはブディノイとともにスキタイ二区連合部隊（イダンテュルソス王，タクサキス王の部隊）に属し、最後はスキタイ，ブディノイ，サウロマタイと共にペルシア軍をイストロス河の向こうへ追い出すことに成功し、勝利を収めた。

## 習俗
| 「 | ブディノイは多数の人口を擁する大民族で、眼の色はあくまで青く赤毛である。この国にゲロノスという木造の町がある。街を囲む壁は各辺が30スタディオンあり、高くかつ全て木造で、また住民の家屋も聖域の建物も全て木造である。聖域というのはこの地にはギリシアの神々の聖域があるからで、木造の神像，祭壇，神殿を具えてギリシア風に設けられており、隔年にディオニュソスの祭を祝い、バッコス式の行事を行う。それはゲロノイが元来ギリシア人であったからで、海岸の通商地を去ってブディノイの国に移住したのである。言語はスキュティア語とギリシア語を半々に用いている。しかし、ブディノイはゲロノイと同一の言語を用いず、その生活様式も同じではない。なぜならブディノイは土着の遊牧民で、このあたりに住む民族の中でエゾ松の実を常食する唯一の民族であるが、ゲロノイの方は耕作民で、穀物を常食とし、菜園も持つほどで、姿も肌の色も同じでないからである。ギリシア人はブディノイをもゲロノイと呼ぶが、これは正しくない。ブディノイの住む地方は一面にあらゆる種類の樹木が鬱蒼と茂っている。その最も深い森林の中に巨大な湖があり、まわりには沼沢があり、蘆が生い茂っている。この湖水ではカワウソやビーバーや四角な顔をした別の獣が捕獲される。これらの皮は彼らの着用する皮の服の縁に縫い付けられ、また睾丸は子宮病の良薬として珍重される。＜ヘロドトス『歴史』巻4-108,109＞ | 」 |

以上のようにゲロノイはギリシア系の農耕民で、スキタイ系遊牧民であるブディノイとともに暮らし、ギリシア語とスキタイ語のバイリンガルでもあった。

## 参考資料
- （ヘロドトス『歴史』）訳：松平千秋『ヘロドトス』（筑摩書房、1988年、ISBN 4480203109）